# Стаффорд, Эдмунд, 5-й граф Стаффорд
Эдмунд де Стаффорд (англ. Edmund de Stafford; 2 марта 1377 — 21 июля 1403) — 6-й барон Стаффорд, 6-й барон Одли и 5-й граф Стаффорд с 1395 года, лорд Верховный констебль Англии с 1403 года, английский военачальник, рыцарь Бани с 1399 года, кавалер ордена Подвязки с 1402 года, 5-й сын Хьюго де Стаффорда, 2-го графа Стаффорда, и Филиппы де Бошан.

## Биография
Эдмунд родился в родовом замке Стаффорд 2 марта 1377 года. О его детских годах ничего не известно. В 1386 году в 9-летнем возрасте он лишился отца. А в 1395 году, после смерти старшего брата Уильяма унаследовал родовые владения и титулы, но введён в права наследования был только в 1402 году.
Не позже 1398 года Эдмунд женился на Анне, дочери Томаса Вудстока, герцога Глостер, и вдове Томаса Стаффорда, своего старшего брата. Анна была наследницей богатых владений и после смерти брата в 1399 году получила титулы графини Херефорда, Нортгемптона и Бекингема, леди Брекнока и Холдернесса.
Король Англии Генрих IV посвятил Эдмунда в рыцари Бани (1399) и в кавалеры ордена Подвязки (1402).
В 1403 году против короля Генриха IV восстали Перси. Мятеж возглавил Генри Перси по прозвищу «Горячая Шпора», сын Генри Перси, 1-го графа Нортумберленда. Для подавления мятежа король выступил на Шрусбери, где Генри Перси собирался соединиться с армией валлийца Оуайна Глиндура. Около Шрусбери состоялась битва. Эдмунд Стаффорд, которого король назначил Верховным констеблем, командовал авангардом королевской армии. В итоге битва закончилась победой короля, но Эдмунд был убит шотландским графом Арчибальдом Дугласом.
Наследовал Эдмунду малолетний сын Хамфри.

## Брак и дети
Жена: ранее 28 июня 1398 Анна Глостер (апрель 1383 — 16 октября 1438), дочь Томаса Вудстока, герцога Глостер, и Элеоноры де Богун, вдова Томаса Стаффорда, старшего брата Эдмунда. Дети:
- Анна Стаффорд (ок. 1398/1401 — 24 сентября 1432); 1-й муж: с ок. 1415 Эдмунд Мортимер (6 ноября 1391 — 18 января 1425), 5-й граф Марч; 2-й муж: с ок. 24 октября 1429 Джон Холланд (29 марта 1395 — 5 августа 1447), 2-й граф Хантингдон, 2-й герцог Эксетер
- Филиппа Стаффорд (ум. в младенчестве)
- Хамфри Стаффорд (15 августа 1402 — 10 июля 1460), 7-й барон Стаффорд, 7-й барон Одли и 6-й граф Стаффорд с 1403, 1-й граф Бекингем с 1438, 1-й герцог Бекингем с 1444, граф Перш с 1431, лорд Верховный констебль Англии

После смерти мужа Анна вышла замуж третий раз — за Уильяма Буршье, графа д’Э.